# Toucy
Toucy är en kommun i departementet Yonne i regionen Bourgogne-Franche-Comté i norra Frankrike. Kommunen ligger i kantonen Toucy som tillhör arrondissementet Auxerre. År 2022 hade Toucy 2 562 invånare.

## Befolkningsutveckling
Antalet invånare i kommunen Toucy
| Referens: INSEE |